# Pematang Danau (Sindang Danau)
Pematang Danau is een bestuurslaag in het regentschap Ogan Komering Ulu Selatan van de provincie Zuid-Sumatra, Indonesië. Pematang Danau telt 821 inwoners (volkstelling 2010).